# Ali Bahjat
Ali Bahjat Fadhil (3 de março de 1992) é um futebolista profissional iraquiano que atua como defensor.

## Carreira
Ali Bahjat representou a Seleção Iraquiana de Futebol na Copa da Ásia de 2015.